# Светочувствительные материалы
Светочувстви́тельные материа́лы, Фотографи́ческие материа́лы, Фотоматериа́лы — материалы, предназначенные для получения на них фотографических изображений. Любой фотоматериал состоит из подложки, на которую нанесены один или несколько светочувствительных слоёв. В качестве подложки фото- и киноплёнок используются ацетилцеллюлоза или лавсан, а для фотобумаг основой служат листы высококачественной бумаги. Фотоматериалы делятся на галогеносеребряные, в которых в качестве светочувствительного вещества используются галогениды серебра, и бессеребряные, основанные на солях железа, хрома, диазосоединениях и других веществах. В желатиносеребряных фотоматериалах светочувствительным слоем служит фотоэмульсия, содержащая микрокристаллы галогенидов серебра. Фотоматериалы принято делить на негативные, позитивные и обращаемые.